# Colonus sylvanus
Espèce
Synonymes
- Attus sylvanus Hentz, 1846
- Thiodina sylvana (Hentz, 1846)
- Attus retiarius Hentz, 1850

Colonus sylvanus est une espèce d'araignées aranéomorphes de la famille des Salticidae.

## Distribution
Cette espèce se rencontre des États-Unis au Panamá.

## Description

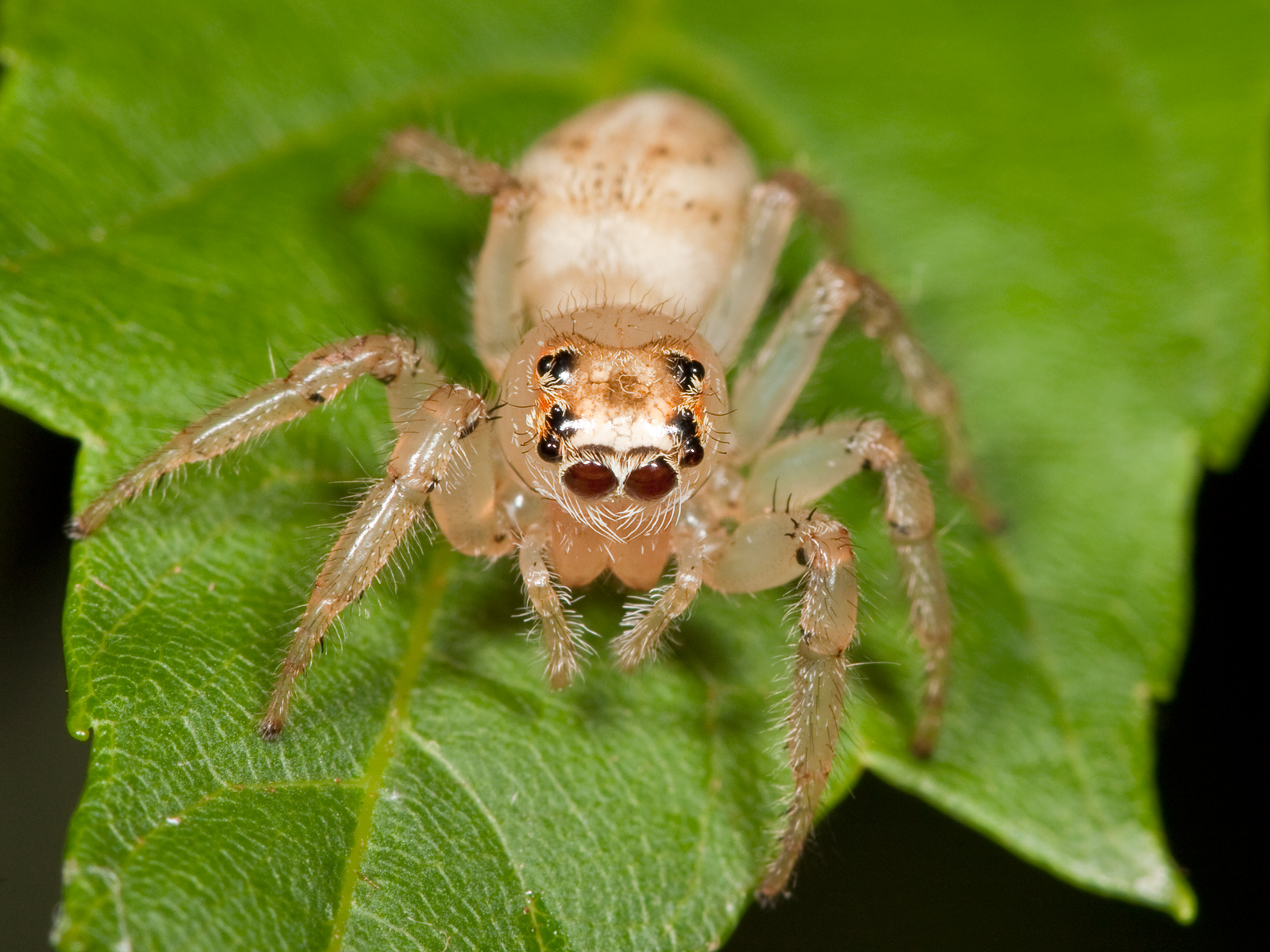
Colonus sylvanus ♀

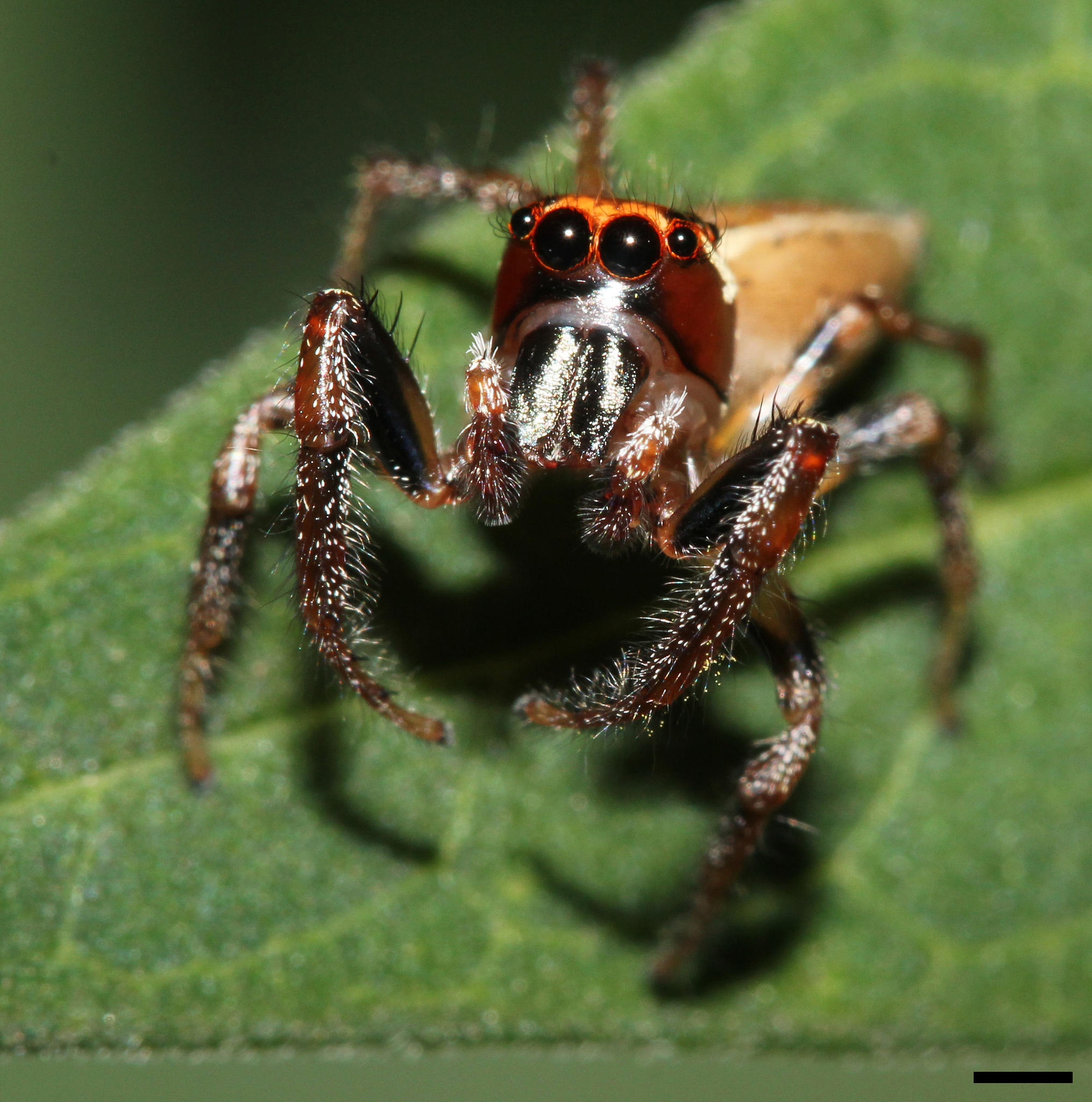
Colonus sylvanus ♂

Le mâle décrit par Richman et Vetter en 2004 mesure 6,5 mm et la femelle 7,4 mm.

## Publication originale
- Hentz, 1846 : Descriptions and figures of the araneides of the United States. Boston journal of natural history, vol. 5, p. 352-370 (texte intégral).